# Мечеть Гуюлуг
Мечеть Гуюлуг (азерб. Quyuluq məscidi) — мечеть на бывшей улице Шаумяна в квартале (мехелле) Гуюлуг города Шуша.
Распоряжением Кабинета министров Азербайджанской Республики от 2 августа 2001 года мечеть Гуюлуг взята под охрану государства как архитектурный памятник истории и культуры местного значения (инв № 5146).

## Описание
По архитектурной композиции главного фасада, мечеть Гуюлуг относилась к типу шушинских квартальных мечетей с эйваном с широкими арками разнообразных очертаний, составляющим органическое целое с молитвенным залом. По архитектурно-конструктивному решению внутреннего пространства, мечеть относилась к типу шушинских квартальных мечетей с единым объёмом и плоским деревянным потолком. В мечети, как и в других квартальных мечетях города, в глубине молитвенного зала, напротив михраба, на втором ярусе была предусмотрена небольшая открытая галерея, обрамлённая тремя стрельчатыми арками. Эта галерея предназначалась для женщин.